# Виллер-ле-Сек (Верхняя Сона)
Вилле́р-ле-Сек (фр. Villers-le-Sec) — коммуна во Франции, находится в регионе Франш-Конте. Департамент — Верхняя Сона. Входит в состав кантона Норуа-ле-Бур. Округ коммуны — Везуль.
Код INSEE коммуны — 70563.

## География
Коммуна расположена приблизительно в 320 км к юго-востоку от Парижа, в 45 км севернее Безансона, в 6 км к юго-востоку от Везуля.

## Население
Население коммуны на 2010 год составляло 528 человек.
| 1962 | 1968 | 1975 | 1982 | 1990 | 1999 | 2010 |
| ---- | ---- | ---- | ---- | ---- | ---- | ---- |
| 237  | 242  | 250  | 350  | 456  | 483  | 528  |

## Экономика
В 2010 году среди 357 человек трудоспособного возраста (15—64 лет) 274 были экономически активными, 83 — неактивными (показатель активности — 76,8 %, в 1999 году было 78,8 %). Из 274 активных жителей работали 263 человека (132 мужчины и 131 женщина), безработными было 11 (3 мужчины и 8 женщин). Среди 83 неактивных 25 человек были учениками или студентами, 51 — пенсионерами, 7 были неактивными по другим причинам.

## Достопримечательности
- Часовня Сент-Иньи[фр.] (XIII век). Исторический памятник с 1979 года[3]

## Фотогалерея
- Часовня Сент-Иньи
- Часовня Сент-Иньи
- Карта коммуны